# Кониофоровые
Кониофоровые, или домо́вые грибы́ (лат. Coniophoraceae) — семейство грибов, входящее в порядок Болетовые (Boletales) класса Agaricomycetes.

## Описание
- Плодовые тела распростёртые, реже шляпочные или шляпко-ножечные. Гименофор шиповатый или сетчато-складчатый, у большинства видов белого цвета. Мякоть гиалиновая или желтоватая, мясистая или желатинообразная. Гифальная система мономитическая, реже димитическая. Генеративные гифы с пряжками или без них.
- Споры яйцевидной или эллипсоидальной формы, гладкие, жёлто-коричневого или зелёно-коричневого цвета, неамилоидные. Базидии четырёхспоровые. Цистиды присутствуют не у всех видов.

## Таксономия

### Синонимы
- Chrysoconiaceae Jülich 1982

### Роды
- Chrysoconia McCabe & G.A. Escobar 1979
- Coniophora DC. 1815 — Кониофора
- Gyrodontium Pat. 1900
- Meruliporia Murrill 1942